# DeRuyter
DeRuyter és una població dels Estats Units a l'estat de Nova York. Segons el cens del 2000 tenia 531 habitants.

## Demografia
Segons el cens del 2000, DeRuyter tenia 531 habitants, 213 habitatges, i 142 famílies. La densitat de població era de 603 habitants/km².
Dels 213 habitatges en un 31% hi vivien nens de menys de 18 anys, en un 50,2% hi vivien parelles casades, en un 12,2% dones solteres, i en un 33,3% no eren unitats familiars. En el 28,2% dels habitatges hi vivien persones soles el 15% de les quals corresponia a persones de 65 anys o més que vivien soles. El nombre mitjà de persones vivint en cada habitatge era de 2,49 i el nombre mitjà de persones que vivien en cada família era de 3.
Per edats la població es repartia de la següent manera: un 26,2% tenia menys de 18 anys, un 7,9% entre 18 i 24, un 26,6% entre 25 i 44, un 23% de 45 a 60 i un 16,4% 65 anys o més.
L'edat mediana era de 38 anys. Per cada 100 dones de 18 o més anys hi havia 85,8 homes.
La renda mediana per habitatge era de 31.420 $ i la renda mediana per família de 33.333 $. Els homes tenien una renda mediana de 32.045 $ mentre que les dones 25.000 $. La renda per capita de la població era de 20.658 $. Entorn del 7,6% de les famílies i l'11,8% de la població estaven per davall del llindar de pobresa.